# Санджиев, Дмитрий Никитич
Дмитрий Никитич Санджиев (31 октября 1949, Новосибирск — 19 августа 2025, Москва) — российский и советский художник, живописец и график. Заслуженный художник Российской Федерации (2005). Народный художник Российской Федерации (2014). Член-корреспондент
Российской академии художеств (2001). Действительный член PAX (2007). Член Союза художников СССР (1984).

## Биография
Родился в семье скульптора Н. А. Санджиева, народного художника РСФСР, заслуженного деятеля искусств Калмыцкой АССР, лауреата Государственной премии Калмыцкой АССР имени О. И. Городовикова.
В 1970—1974 годах обучался в Ярославском художественном училище, которое окончил с отличием, в 1975—1981 годах — в Московском Художественном институте им. В. И. Сурикова. Ученик Н. А. Пономарёва, Б. А. Успенского и А. Б. Якушина.
Продолжил учёбу в Творческой мастерской Академии художеств СССР под руководством О. Г. Верейского (1981—1984).
В 1974—1975 годах работал художником-оформителем в Художественно-производственных мастерских Элисты. Затем в 1987—2000 гг. в студии художников им. В. В. Верещагина МВД России.
В 1989—1994 годы устраивал персональные выставки в Швеции. С 1994 года активно выставлялся в России. В 1996 году прошла первая большая персональная выставка в Центральном Доме Художника на Крымском Валу. В 1998 году ещё одна — ретроспективная.
С 1998 по 2016 год несколько раз выставлялся с персональными выставками в Австрии, Германии, Италии, Швеции, Швейцарии, Китае, США и России. За творческую карьеры работы Д. Санджиева выставлялись на групповых и персональных выставках более 200 раз.
Умер 19 августа 2025 года в возрасте 75 лет в Москве после тяжёлой болезни.

## Творчество
Д. Санджиев — один из ведущих художников-графиков и живописцев современного отечественного искусства.
Графика в творчестве Д. Санджиева гармонично сосуществует с живописью — яркой и фантасмагорической.
Работал в сложной технике, писал по холсту и на огромных деревянных досках, которые покрывал левкасом, как иконы, при этом левкас — рельефен.
Занимался иллюстрированием книг («Каменные верблюды Киленшектау», «В год Барса», «Баранкин, будь человеком!», «Приключения Бибигона», «Солдат Орешек»).
Произведения Д. Санджиева представлены в Московском музее современного искусства, в собрании Государственной Третьяковской галереи, Метрополитен-музее в США, музея Народов Востока, Национальном музее Калмыкии и во многих других галереях, частных собраниях и корпоративных коллекциях России, Франции, Германии, США, Монголии, Болгарии.

## Избранные работы
графика
- серия графических листов «Вдова чабана» (1981),
- серия «Будни милиции» (1989—1996);
- серия «Моя Калмыкия»,
- серия «Рагунская ГЭС»,
- серия «Братья меньшие»,
- серия «Снимается кино»,
- станковая графика по мотивам романа «Мастер и Маргарита» М. А. Булгакова (1999),
- «Будни милиции»,
- «Кавказская война»,
- «Августовские фантазии»,
- «Приехали»

живопись
- серия «Времена года» (1991),
- «Скифские предания» (2000),
- «Мифы планеты» (2004)
- цикл «Метаморфозы полнолуния» (2011)
- «Голубой скол» (Триптих, 1996)
- «Отдых инопланетян» (Триптих. Дерево, левкас, авторская техника, 250х140 (каждая))

## Награды и звания
- Орден Дружбы (23 ноября 2020 года) — за большой вклад в развитие отечественной культуры и искусства, многолетнюю плодотворную деятельность[7]
- Народный художник Российской Федерации (2 мая 2014 года) — за достигнутые трудовые успехи, значительный вклад в социально-экономическое развитие Российской Федерации, реализацию внешнеполитического курса Российской Федерации, заслуги в гуманитарной сфере, укреплении законности и правопорядка, активную общественную деятельность, многолетнюю добросовестную работу[8].
- Заслуженный художник Российской Федерации (21 декабря 2005 года) — за заслуги в области изобразительного искусства[9].
- Орден «Искусство планеты».
- Медаль «За отличие» клуба военачальников РФ.
- Медаль «За заслуги перед космонавтикой».
- Золотая медаль РАХ.
- Премия всемирного Триеннале рисунка молодых художников Европы (Нюрнберг, 1982).